# Championnat de Tchéquie masculin de handball
Le Championnat de Tchéquie (Federálna Liga) est le plus haut niveau des clubs masculins de handball en Tchéquie. Il a été créé en 1993 à la suite de la dissolution de la Tchécoslovaquie le 31 décembre 1992. Il fait suite au Championnat de Tchécoslovaquie.

## Palmarès
| Saison    | Champion                                  | Vice-champion                             | Troisième                                 |
| --------- | ----------------------------------------- | ----------------------------------------- | ----------------------------------------- |
| 1993-1994 | HC Dukla Prague                           | Tatra Kopřivnice                          | HC Baník Karviná                          |
| 1994-1995 | HC Dukla Prague                           | CS Cabot Zubří                            | Tatra Kopřivnice                          |
| 1995-1996 | HC Gumárny Zubří                          | HC Dukla Prague                           | HC Baník Karviná                          |
| 1996-1997 | CS Cabot Zubří                            | HC Baník Karviná                          | HC Dukla Prague                           |
| 1997-1998 | HSC Plzeň                                 | HC Baník Karviná                          | CS Cabot Zubří                            |
| 1998-1999 | HSC Plzeň                                 | SKP Frýdek-Místek                         | HC Dukla Prague                           |
| 1999-2000 | HC Baník Karviná                          | SKP Frýdek-Místek                         | HSC Plzeň                                 |
| 2000-2001 | HC Baník Karviná                          | SKP Frýdek-Místek                         | CS Cabot Zubří                            |
| 2001-2002 | HC Baník Karviná                          | SKP Frýdek-Místek                         | Allrisk-CAC Prague                        |
| 2002-2003 | SKP Frýdek-Místek                         | HC Dukla Prague                           | Allrisk-CAC Prague                        |
| 2003-2004 | HC Baník Karviná                          | Allrisk-CAC Prague                        | SKP Frýdek-Místek                         |
| 2004-2005 | HC Baník Karviná                          | SKP Frýdek-Místek                         | HC Dukla Prague                           |
| 2005-2006 | HC Baník Karviná                          | HC Gumárny Zubří                          | HK Lovosice                               |
| 2006-2007 | HC Baník Karviná                          | HC Dukla Prague                           | HK Lovosice                               |
| 2007-2008 | HC Baník Karviná                          | HC Gumárny Zubří                          | HC Dukla Prague                           |
| 2008-2009 | HC Baník Karviná                          | HC Gumárny Zubří                          | HC Dukla Prague                           |
| 2009-2010 | HC Baník Karviná                          | HC Gumárny Zubří                          | HC Dukla Prague                           |
| 2010-2011 | HC Dukla Prague                           | HK Lovosice                               | HC Gumárny Zubří                          |
| 2011-2012 | HC Gumárny Zubří                          | HC Dukla Prague                           | HC Baník Karviná                          |
| 2012-2013 | HBC Jičín                                 | TJ Hranice                                | HC Dukla Prague                           |
| 2013-2014 | HSC Plzeň                                 | TJ Hranice                                | HK Lovosice                               |
| 2014-2015 | HSC Plzeň                                 | HK Město Lovosice                         | Královo Pole Brno                         |
| 2015-2016 | HSC Plzeň                                 | HC Dukla Prague                           | TJ Hranice                                |
| 2016-2017 | HC Dukla Prague                           | HSC Plzeň                                 | HC ROBE Zubří                             |
| 2017-2018 | HC Baník Karviná                          | HSC Plzeň                                 | HC ROBE Zubří                             |
| 2018-2019 | HSC Plzeň                                 | HC Baník Karviná                          | HC Dukla Prague                           |
| 2019-2020 | Annulé du fait de la pandémie de Covid-19 | Annulé du fait de la pandémie de Covid-19 | Annulé du fait de la pandémie de Covid-19 |
| 2020-2021 | HSC Plzeň                                 | HC Baník Karviná                          | HC Dukla Prague                           |
| 2021-2022 | HC Baník Karviná                          | HSC Plzeň                                 | HC ROBE Zubří                             |
| 2022-2023 | HSC Plzeň                                 | HC Baník Karviná                          | HK Město Lovosice                         |

## Bilan par club
| Club              | Tchéquie | Tchéquie                                                               | Tchécoslovaquie | Tchécoslovaquie |
| Club              | Titres   | Saisons                                                                | Titres          | Saisons |
| ----------------- | -------- | ---------------------------------------------------------------------- | --------------- | --- |
| HC Baník Karviná  | 12       | 2000, 2001, 2002, 2004, 2005, 2006, 2007, 2008, 2009, 2010, 2018, 2022 | 2               | 1968, 1972 |
| HSC Plzeň         | 8        | 1998, 1999, 2014, 2015, 2016, 2019, 2021, 2023                         | 1               | 1974 |
| HC Dukla Prague   | 4        | 1994, 1995, 2011, 2017                                                 | 28              | 1950, 1953, 1954, 1955, 1956, 1958, 1959, 1961, 1962, 1963, 1964, 1965, 1966, 1967, 1970, 1977, 1979, 1980, 1982, 1983, 1984, 1985 1986, 1987, 1988, 1990, 1991, 1992 |
| HC Zubří          | 3        | 1996, 1997, 2012                                                       | 0               | - |
| SKP Frýdek-Místek | 1        | 2003                                                                   | 0               | - |
| HBC Jičín         | 1        | 2013                                                                   | 0               | - |
| Annulé            | 1        | 2020                                                                   | 0               | - |
| HC Zlín           | 0        | -                                                                      | 1               | 1960 |
| Totaux            | 29       | 1994-2022                                                              | 32              | 1950-1993 |